# Sophronica ceylanica
Sophronica ceylanica là một loài bọ cánh cứng trong họ Cerambycidae.